# ISO 10003
La norma ISO 10003 "Quality management -- Customer satisfaction -- Guidelines for dispute resolution external to organizations, " in italiano "Gestione per la qualità - Soddisfazione del cliente - Linee guida per la risoluzione delle dispute all'esterno delle organizzazioni", è una norma internazionale che fornisce una guida per un'organizzazione al fine di pianificare, progettare, sviluppare, far funzionare, mantenere e migliorare un processo di risoluzione delle dispute, efficace ed efficiente, relativa ai reclami che non sono stati risolti dall'organizzazione stessa. Si applica ai reclami relativi ai prodotti dell'organizzazione destinati ai clienti, o da essi richiesti, al processo di trattamento dei reclami o al processo di risoluzione delle dispute, alla risoluzione delle dispute che nascono da attività commerciali nazionali o internazionali, comprese quelle relative al commercio elettronico.

## Storia
La ISO 10003 è stata sviluppata dall'ISO/TC 176/SC 3 Supporting technologies, ed è stata pubblicata per la prima volta nel dicembre 2007 ed è stata confermata nell'attuale versione 2007 anche in seguito alla verifica condotta nel 2015 dall'ISO/TC 176/Sc3 in Italia è stata recepita ad ottobre 2008 come UNI ISO 10003.
L'ISO/TC 176/Sc 3 è stato costituito nell'anno 1989.

## Principali requisiti della norma
La ISO 10003 adotta uno schema in 8 capitoli nella seguente suddivisione:
- 1 Scopo
- 2 Norme di riferimento
- 3 Termini e definizioni
- 4 Principi guida
- 5 Quadro per la risoluzione delle dispute
- 6 Pianificazione, progettazione e progettazione
- 7 Operazioni
- 8 Mantenimento e miglioramento